# Гринова теорема
У физици и математици, Гринова теорема даје однос између криволинијског интеграла око просте затворене криве C и двоструког интеграла над области D ограниченом са C. То је специјални дводимензионални случај општије Стоксове теореме, а добила је име по британском научнику Џорџу Грину.
Нека је C позитивно оријентисана, део по део глатка, проста затворена крива у равни и нека је D област огранична кривом C. Ако L и M имају непрекидне парцијалне изводе на отвореној области која садржи D, онда
{\displaystyle \int _{C}L\,dx+M\,dy=\iint _{D}\left({\frac {\partial M}{\partial x}}-{\frac {\partial L}{\partial y}}\right)\,dA}
Некада се црта кружић на симболу за интеграл ({\displaystyle \oint _{C}}) да се означи да је крива C затворена (тада се интеграл назива циркулацијом). За позитивну оријентацију, на овом кругу се може нацртати стрелица у смеру супротном смеру казаљке на сату.

## Доказ када јепроста област
Следи доказ теореме за поједностављену област D, област типа I где су  и  вертикалне линије. Сличан доказ постоји када је D област типа II, где су  и  праве линије.
Ако се може показати да су искази
{\displaystyle \int _{C}L\,dx=\iint _{D}\left(-{\frac {\partial L}{\partial y}}\right)\,dA\qquad \mathrm {(1)} }
и
{\displaystyle \int _{C}M\,dy=\iint _{D}\left({\frac {\partial M}{\partial x}}\right)\,dA\qquad \mathrm {(2)} }
тачни, онда се може доказати Гринова теорема у првом случају.
Област типа I, D на слици десно, дефинисана са:
{\displaystyle D=\{(x,y)|a\leq x\leq b,g_{1}(x)\leq y\leq g_{2}(x)\}}
где су  и  непрекидне функције. Израчунајмо двоструки интеграл из (1):
| {\displaystyle \iint _{D}\left({\frac {\partial L}{\partial y}}\right)\,dA} | {\displaystyle =\int _{a}^{b}\!\!\int _{g_{1}(x)}^{g_{2}(x)}\left[{\frac {\partial L}{\partial y}}(x,y)\,dy\,dx\right]} |
|                                                                             | {\displaystyle =\int _{a}^{b}{\Big \{}L[x,g_{2}(x)]-L[x,g_{1}(x)]{\Big \}}\,dx\qquad \mathrm {(3)} }                    |

C се може записати као унија четири криве: .
Код , користимо параметарске једначине: . Тада
{\displaystyle \int _{C_{1}}L(x,y)\,dx=\int _{a}^{b}{\Big \{}L[x,g_{1}(x)]{\Big \}}\,dx}
Код , користимо параметарске једначине: . Тада
{\displaystyle \int _{C_{3}}L(x,y)\,dx=-\int _{-C_{3}}L(x,y)\,dx=-\int _{a}^{b}[L(x,g_{2}(x))]\,dx}
Интеграл над  се негира, јер иде у негативном правцу од b до a, јер је C оријентисана позитивно (у смеру супротном смеру казаљке на сату). На  и , x остаје константно, што значи да
{\displaystyle \int _{C_{4}}L(x,y)\,dx=\int _{C_{2}}L(x,y)\,dx=0}
Стога,
| {\displaystyle \int _{C}L\,dx} | {\displaystyle =\int _{C_{1}}L(x,y)\,dx+\int _{C_{2}}L(x,y)\,dx+\int _{C_{3}}L(x,y)\,dx+\int _{C_{4}}L(x,y)\,dx} |
|                                | {\displaystyle =-\int _{a}^{b}[L(x,g_{2}(x))]\,dx+\int _{a}^{b}[L(x,g_{1}(x))]\,dx\qquad \mathrm {(4)} }         |
Комбиновањем (3) са (4), добијамо (1). На сличан начин добијамо (2).